# Curau

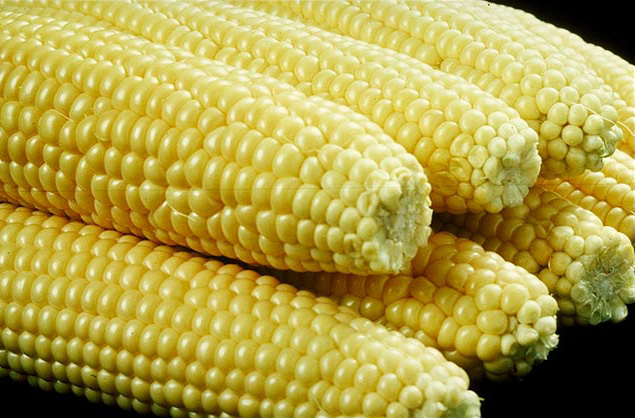
O milho verde é o principal ingrediente da iguaria

Curau, canjica ou jimbelê é uma iguaria típica da culinária brasileira. Doce originado da combinação do pudim europeu e de uma bebida espessa utilizada pelos indígenas tupis. Tem como principais ingredientes creme de milho verde, leite de vaca ou de coco, açúcar e canela em pó ou em casca. É um prato típico das Festas Juninas.
Nas regiões de cultura caipira, como nos estados de São Paulo e Minas Gerais e restante do Sudeste, e no Centro-Oeste e Sul, é denominado de curau, papa de milho ou mingau de milho. Na região Nordeste e Norte do Brasil, o prato é chamado de canjica; para os nortistas, o termo "curau" remete também a uma comida feita de carne salgada pilada junto com farinha de mandioca. Já na cidade do Rio de Janeiro, é chamado de canjiquinha, onde é consumida especialmente no período das festas juninas e julinas. Por sua vez, "canjiquinha", em Minas Gerais, refere-se a um prato salgado de milho, acompanhado de carne de porco e outras misturas. O termo canjica é oriundo do quimbundo kanjika.
Em 24 de fevereiro de 1989, a Portaria n.º 109 do Ministério da Agricultura, Pecuária e Abastecimento aprovou a norma de identidade, qualidade, apresentação e embalagem do curau de milho brasileiro, definindo assim o conceito comercial de «milho de canjica».